# Torrenueva Costa
Torrenueva Costa este un municipiu din Spania, situat în provincia Granada. Are o populație de 2.892 de locuitori.